# 戈利亞德縣 (德克薩斯州)
戈利亞德縣（英語：Goliad County）是美國德克薩斯州東南部的一個縣。面積2,226平方公里。根據美國2000年人口普查，共有人口6,928人。縣治戈利亞德（Goliad）。
成立於1836年3月17日，縣政府成立於1837年，是最早的二十三個縣之一。縣名來自墨西哥時期同名的市，是墨西哥獨立之父伊達爾戈姓氏的易位寫法（“H”在西班牙語不發音）。